# Trofeo Matteotti 2013
Il Trofeo Matteotti 2013, sessantasettesima edizione della corsa e valida come evento dell'UCI Europe Tour 2013 categoria 1.1, si svolse il 28 luglio 2013 su un percorso totale di circa 195 km. Fu vinto dallo svizzero Sébastien Reichenbach che terminò la gara in 4h47'22", alla media di 40,71 km/h.
Al traguardo 46 ciclisti portarono a termine la gara.

## Squadre e corridori partecipanti
| N.      | Cod. | Squadra                      |
| ------- | ---- | ---------------------------- |
| 1-8     | VIN  | Vini Fantini-Selle Italia    |
| 11-18   | AND  | Androni Giocattoli-Venezuela |
| 21-28   | AMO  | Amore & Vita                 |
| 31-38   | AS2  | Continental Team Astana      |
| 41-48   | BAR  | Bardiani Valvole-CSF Inox    |
| 51-58   | CEF  | Ceramica Flaminia-Fondriest  |
| 61-68   | COL  | Colombia                     |
| 71-78   | IAM  | IAM Cycling                  |
| 81-88   | LOK  | Lokosphinx                   |
| 91-98   | MKT  | Meridiana-Kamen Team         |
| 101-108 | MTN  | MTN-Qhubeka                  |
| 111-118 | PPO  | Nippo-De Rosa                |
| 121-128 | RVL  | RusVelo                      |
| 131-138 | UNA  | Utensilnord-Ora24.eu         |
| 141-148 | WSA  | WSA                          |

## Ordine d'arrivo (Top 10)
| Pos. | Corridore           | Squadra       | Tempo    |
| ---- | ------------------- | ------------- | -------- |
| 1    | S. Reichenbach      | IAM Cycling   | 4h47'22" |
| 2    | Johann Tschopp      | IAM Cycling   | s.t.     |
| 3    | Enrico Battaglin    | Bardiani-CSF  | a 48"    |
| 4    | Leonardo Pinizzotto | Nippo         | s.t.     |
| 5    | Mauro Finetto       | Vini Fantini  | s.t.     |
| 6    | Ivan Rovnyj         | Cer. Flaminia | s.t.     |
| 7    | Fabio Taborre       | Vini Fantini  | s.t.     |
| 8    | Arkimedes Arguelyes | Lokosphinx    | s.t.     |
| 9    | Luca Mazzanti       | Vini Fantini  | s.t.     |
| 10   | Davide Mucelli      | Cer. Flaminia | s.t.     |